# Aucula usara
Aucula usara là một loài bướm đêm trong họ Noctuidae.